# Борисюк Віктор Опанасович
Борисюк Віктор Опанасович (3 червня 1946, с. Сажки — 22 лютого 2015, Стрижавка) — громадській діяч, голова районної ради Староміського району м. Вінниця.

## Біографія
В 1953 році розпочав навчання у Сажківській початковій школі Немирівського району Вінницької області, а у 1961 році закінчив 8 клас Немирівської середньої школи. В цьому ж році вступив до Одеський технікум харчової промисловості, який закінчив у 1965 році.
З 1966 по 1968 роки проходив строкову службу у лавах Радянської армії у Ракетних Військах. Після звільнення у запас працював у холодильному цеху Вінницького м‘ясокомбінату на посаді інженера обслуговування дозиметричного контролю міжобласної ізотопної лабораторії, суміщав навчання у Вінницькому політехнічному інституті (зараз Вінницький національний технічний університет). З вересня 1969 року працював майстром ковбасного цеху Грозненського головного підприємства м‘ясокомбінату, а з березня 1970 року працював секретарем комітету ВЛКСМ Грозненського продтехучилища № 2, інструктором Заводського райкому ВЛКСМ м. Грозного Чечено-Інгушської АРСР.
Восени 1971 року переїхав у м. Вінниця і працював слюсарем Вінницького м‘ясокомбінату.
З квітня 1972 року обіймав посаду завідувача відділу комсомольських організацій Замостянського райкому комсомолу, а в жовтні 1974 року був затверджений завідувачем відділу комсомольських організацій Вінницького міському ЛКСМ України. З вересня 1975 року по квітень 1980 року працював інструктором Замостянського райкому партії, а з травня 1980 по жовтень 1985 року — інструктором Вінницького міському Компартії України, з жовтня 1985 року по листопад 1990 року — завідувачем загального відділу Староміського райкому партії м. Вінниця. З листопада 1990 року по січень 1991 року працював головним спеціалістом по роботі малих підприємств, асоціацій і питаннях приватизації при Староміському райвиконкомі.
У січні 1991 року був обраний заступником голови Староміської ради, а у жовтні 1992 року обраний головою Староміської районної ради, переобирався у 1994, 1998 та 2002 роках. У червні 2002 року проходив навчання в Інституті підвищення кваліфікації керівних кадрів Української Академії державного управління при Президенті України.
У 2006 році звільнився з займаної посади та пішов на пенсію в V ранзі ІІІ категорії державного службовці у військовому званні підполковник запасу ЗСУ.
Під час виборів 2006, 2007, 2010 років був членом дільничної виборчої комісії, подавався членом окружної комісії від партії УДАР у 2012 році.
Нагороджений Почесною грамотою Верховної Ради України, неодноразово заохочувався керівництвом за сумлінне виконання службових обов'язків.
Помер 22 лютого 2015 року, похований на Стрижавському сільському кладовищі.